# نصف‌النهار ۵۸ درجه شرقی
نصف‌النهار ۵۸ درجه شرقی ۵۸مین نصف‌النهار شرقی از گرینویچ است که از لحاظ زمانی ۳ساعت و ۵۲دقیقه با گرینویچ اختلاف زمانی دارد.
این نصف‌النهار از قطب شمال شروع و از مناطق زیر گذشته و به قطب جنوب ختم می‌شود.
- روسیه
- اقیانوس هند
- ایران